# Most Alcantara, Toledo
Most Puente de Alcántara je ločni most v Toledu in premošča reko Tajo. Beseda Alcántara prihaja iz arabščine القنطرة (al-qanţarah), kar pomeni "most".

## Zgodovina
Most se nahaja ob vznožju gradu San Servando (castillo de San Servando) in je bil zgrajen v času Rimljanov (v 3. stoletju), ko so ti ustanovili mesto Toletum, današnji Toledo. Prva zgodovinska omemba mostu je iz leta 788. V poznem desetem stoletju so ga obnovili Arabci in mu dali ime Alcantara, kar pomeni "most ali lok". Glede na napis, je bil most končan v letu 997 po nalogu Alefa, sina Mahomata Alameríja, guvernerja Toleda, ki ga je tudi poimenoval. Leta 1258 je bil poškodovan zaradi katastrofalnih poplav, kar je imelo za posledico, da je kralj Alfonz X. "El Sabio" dal postaviti novega v gotskem slogu. Slednjemu je pripadal zahodni stolp, stolp Mudéjar najbližji mestu, kasneje leta 1484 spremenjen pod vladavino Ferdinanda in Izabele, čigar znaki krasijo njihove stene; vzhodni stolp pa je bil zamenjan leta 1721 v baročnem slogu, kakršnega vidimo še danes.
V srednjem veku je bil to eden od redkih vhodov v mesto za romarje.
Močno je bil zaščiten z dvema stolpoma z ojačenimi vrati na vsakem koncu. Ta most je bil stalno napadan v obdobju rekonkviste, a so ga obnovili.
Leta 1921 je bil razglašena za nacionalni spomenik.
Most ne bi smeli zamenjati bodisi z mostom Alcantara v Alcantari ali mostom Alconétar v regiji Extremadura, oba rimska mostova, ki se nahajata nizvodno.

## Opis
Most Alcantara so Rimljani zgradili na mestu, kjer je reka Tajo najožja in je omogočala izvedbo. Od takrat je bil točka prehoda rimske ceste, ki je prečkala Tajo in povezovala v arabskem obdobju Zaragozo z Mérido ter Córdobo z Zaragozo. Je zgradba v vojaškem slogu, ki je in še služi kot vhod v mesto. Sestoji iz velikega arabskega nosilca X. stoletja v obliki podkve na svojem zgornjem koncu in dveh rahlo nakazanih lokov z vmesno podporo. Stolpi z vrati so iz klesanih kamnov in so ohranjeni vizigotski.
- Pogled na most
- Puente de Alcántara iz Toleda
- Most Alcántara, tisk, 1889